# Ігл (кратер)

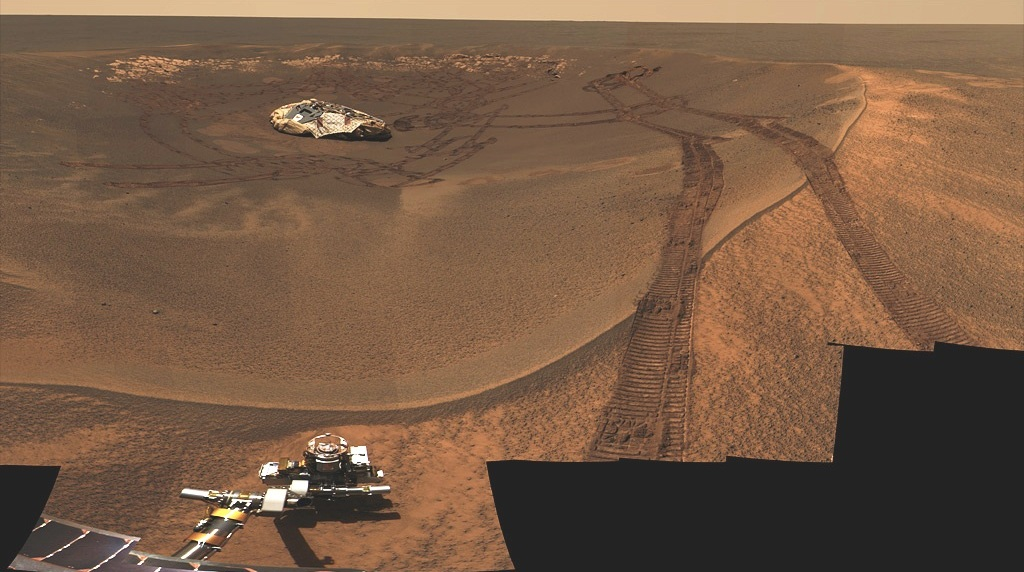
Кратер із посадковим модулем Opportunity, як його бачив Opportunity ровер.

Ігл (англ. Eagle) — 22-метровий ударний кратер на Марсі. Лежить на Плато Меридіана за координатами 1 ° 57 ' пд. ш. 354 ° 28 ' сх. д. Посадка марсохода Оппортьюніті всередині кратера в 2004 році дозволила виявити, що плато Меридіана колись було дном древнього океану.

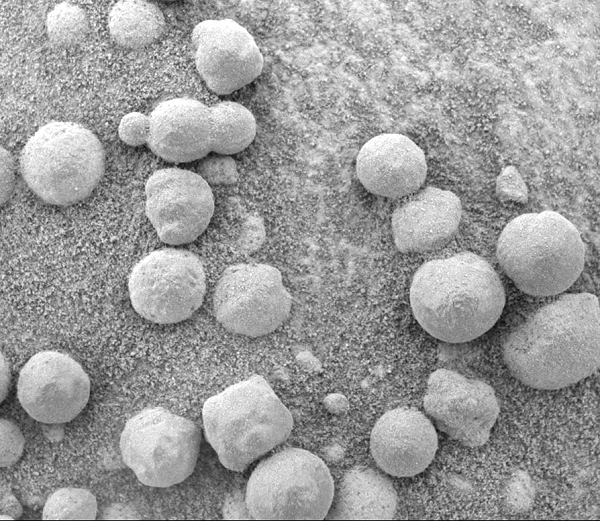
«Чорниця» (конкреції гематиту) на скелястому оголенні в кратері Ігл

Вчені місії були зацікавлені безліччю оголень гірських порід, які розкидані по всьому кратеру, а також ґрунтом кратера, який виявився сумішшю великих сірих і дрібних червоних зерен. Детальне обстеження шарів, товщина яких не більше, ніж на палець, показало, що плато Меридіана колись було вкрите кислим та солоним морем. Але набагато більше інформації про історію цих місць дав кратер Ендюранс, до якого ровер добрався через 3 місяці.
Гематит спостерігався з орбіти, та його присутність стала визначальним чинником вибору місця посадки. Оппортьюніті встановив, що цей мінерал утворює мільйони крихітних кульок, названих «чорниця» (англ. blueberries), хоча вони набагато менші, ніж реальні чорниці. Конкреції гематиту є в оголеннях кратера Ігл, та в рівнинах навколо нього. Походження «чорниці» швидко встановили: вона з'явилася через ерозію порід вітром. Зображення з мікроскопа ровера показали, що деякі з цих кульок ще з'єднані з породою тонкою ніжкою, а деякі вже відділені зовсім.
Розташування цих скель і відслонень можна побачити на панорамі нижче:

## Інтернет-ресурси
- Official Mars Rovers website
- Geology of Eagle Crater
- 'Lion King' Panorama of Eagle Crater (NASA)